# Babelis tv
Babelis tv è stata una televisione privata via cavo fondata nel 1971 a Rimini. È stata la terza tv privata italiana, dopo Telediffusione Italiana Telenapoli e Telebiella e la prima a trasmettere in diretta gare sportive.

## Storia
La fondazione dell'emittente avvenne per un'intuizione. Nel 1971 Carlo Soci (un fotografo che aveva un negozio nel centro di Rimini) aveva messo in vendita una telecamera portatile Akai VTS-110. L'oggetto rimase invenduto, finché un giorno un amico, Romano Bedetti, gli propose di ritirarla dalla vetrina e di usarla per riprendere le partite del Rimini Calcio.
All'apertura della stagione calcistica 1971-72 il duo cominciò ad effettuare le riprese. Fu fondata una società, denominata Babelis tv dal nome dei fondatori, tutti membri del CineFotoClub di Rimini:
- Giuseppe Bagnolini (commerciante in elettrodomestici),
- Romano Bedetti (cassiere al Credito Romagnolo, con la passione del calcio),
- Luciano Liuzzi  (contabile presso una grossa cooperativa),
- Carlo Soci (il fotografo).

Domenica 5 dicembre 1971 ebbe luogo la prima registrazione di una partita, l'incontro Rimini-Spal. Luciano Liuzzi fece le riprese, coadiuvato da Pino Bagnolini. Carlo Soci si riservò il delicato incarico di cambiare la bobina, operazione che andava fatta ogni 20 minuti (tale era la durata del nastro).
Furono effettuate anche interviste ai protagonisti. Poi si vendette il prodotto ai bar locali, che lo trasmisero per i propri clienti la domenica sera. Queste trasmissioni, quindi, furono effettuate a circuito chiuso. Successivamente partì la campagna abbonamenti e furono avviate le trasmissioni via cavo. Fu cablato il centro di Rimini: cavi vennero stesi in Corso Augusto, in via Gambalunga, in piazza Ferrari; inoltre furono allacciati alcuni condomini.
La prima annunciatrice dell'emittente fu Silvana Pivi. Nel 1972 Babelis tv superò i mille abbonati. I soci chiesero un preventivo per cablare tutta la città, come aveva già fatto Telebiella, ma il loro progetto naufragò di fronte a un preventivo miliardario (in lire).

Nel novembre di quell'anno il noto giornalista sportivo Rai Alfredo Pigna fu incaricato di realizzare un servizio per la Domenica Sportiva su Valerio Spadoni, un calciatore appena arrivato sui palcoscenici della Serie A nella Roma, di cui non si sapeva nulla, eccetto il fatto che aveva militato nel Rimini Calcio. Pigna si recò un giorno a Rimini in cerca di qualche foto e di qualche testimonianza. Con sua grande sorpresa, si trovò di fronte una quantità di nastri Ampex già pronti per il montaggio video. Il giornalista volle citare l'emittente locale nel suo servizio, ma gli fu impedito (non poteva nominare la "concorrenza"). Scrisse comunque di Babelis tv in un articolo pubblicato su Settimana TV.
Nel 1973 l'emittente cambiò denominazione in Babelis Telerimini. Venne fondata la testata giornalistica «VGA (cioè Video Giornale Adriatico) Telerimini», con il compito di realizzare il telegiornale.
Nel 1976, dopo la sentenza della Corte Costituzionale, l'emittente passò dal cavo all'irradiazione via etere. Il nome Babelis scomparve: al suo posto nacque Telerimini - Articolo 21 tv.